# Familia Otani
La Familia Otani (Perú) (大谷) es una familia nikkei-peruana dedicada, desde mediados del siglo XX, a la preparación y venta de pescados y mariscos en Lima. Diversos estudios les adjudican un papel relevante en la evolución de la cocina nikkei, al incorporar técnicas japonesas —cocción al vapor, cortes «al dente», uso de salsa de soja y daikon— a la cebichería limeña tradicional.

## Orígenes
Ishizaku Otani y Shisuyo Otani arribaron al Perú a comienzos del siglo XX y se establecieron como agricultores en el valle de Huaral. Según el periodista Eloy Jáuregui, la familia perdió sus tierras durante la Segunda Guerra Mundial y se trasladó a Surco (Lima), donde abrió una pequeña pensión para jornaleros; ese negocio marcó el inicio de su trayectoria gastronómica.

## Desarrollo gastronómico

### Primera generación dedicada a la cocina
- Takashi Otani (registrado civilmente como Juan Otani Otani, Huaral, 1934 – Lima, 21-abr-1998) comenzó a cocinar para retiros parroquiales en Chorrillos hacia 1959.[3] En 1986-87 fundó la cevichería El Encuentro de Otani (calle Los Titanes 133, Chorrillos), conocida por su tacu tacu relleno de mariscos con salsa de tamarindo y por pescados al vapor con aderezos nikkei.[4]
- Octavio Otani —hermano mayor de Takashi— abrió la cadena Lobo de Mar, cuyo primer local funcionó en Surco y cuya sede emblemática opera hoy en la calle Colón 587, Miraflores.[5]

### Continuidad familiar
Tras el fallecimiento de Takashi, la gestión de El Encuentro quedó en manos de sus descendientes, mientras que los herederos de Octavio supervisan las sucursales de Lobo de Mar.  Varios hijos e hijas se reparten tareas de administración, cocina, aprovisionamiento y atención al público; la prensa gastronómica ha entrevistado ocasionalmente a algunos de ellos, pero las funciones operativas se desarrollan de forma colectiva.

## Restaurantes
| Establecimiento       | Distrito (Lima)                      | Apertura | Especialidad                                                       |
| --------------------- | ------------------------------------ | -------- | ------------------------------------------------------------------ |
| El Encuentro de Otani | Chorrillos                           | 1986-87  | Pescado entero al vapor con soja y jengibre; tacu tacu de mariscos |
| Lobo de Mar           | Surco (origen) / Miraflores (matriz) | ca. 1970 | Ceviche «al dente»; arroces chaufa de mar                          |

## Contribución a la cocina nikkei
La labor de Takashi y Octavio se ubica —junto con la de Humberto Sato y Minoru Kunigami— en la «segunda ola» de cocineros nisei que modernizó la cebichería peruana al reducir los tiempos de macerado y sustituir la leche de tigre reposada por aderezos instantáneos con soja y wasabi.  Sus establecimientos suelen figurar en listados de «huariques indispensables» de Lima.